# Супруненко Петро Михайлович
Супруне́нко Петро́ Миха́йлович (18 червня 1893 — 29 вересня 1938) — український учений у галузі механіки, Академік ВУАН за спеціальністю: транспортна механіка, дата обрання: 27.05.1934.
Народився у Кременчуці.
1919 — закінчив Київський політехнічний інститут.
У 1919–1927 працював у Службі тяги Південно-Західної залізниці, і водночас (з 1920) викладав у Київському політехнічному інституті.
1920 — 1928 — викладач Київського Політехнічного Інституту, з 1929 — професор;
з 1929 — директор Кабінету транспортної механіки ВУАН і завідувач кафедри Київського інституту залізничного транспорту (тепер філія Української державної академії залізничного транспорту );
1933–1937 — директор Інституту транспортної механіки Всеукраїнської АН;
1938 року — за «єжовщини» — заарештований.
Праці Петра Михайловича стосуються механіки рухомого складу залізниць (локомотива, вагона, потяга).
Понад 60 наукових праць (переважно українською мовою) і ряд винаходів.
Розробив динаміку рухомого складу, вивчав взаємодію між ним і колією.
Створив методи графічного інтегрування диференціальних рівнянь руху поїздів.
12 вересня 1938 року по списку осіб, які підлягають суду Військової колегії Верховного суду СРСР Петро Супруненко був зазначений по категорії 1 (розстріл). Розстріляний.